# Находкинский гормолокозавод
Гормолокозавод «Нахо́дкинский» — молочный комбинат, действовавший в городе Находке с 1978 по 2009 годы.
Проектная мощность завода в советские времена составляла 40 тыс. тонн цельномолочной продукции в год, завод производил 6 наименований продуктов: молоко, сливки, кефир, мороженое, сметану и творог. Собственная сырьевая база отсутствовала. В 1992 году предприятие было акционировано. В 1994 году завод был продан ЗАО «Дальневосточной торгово-промышленной корпорации», произошла смена руководства. В 1998 году заводом было произведено 31,3 тыс. тонн продукции, или 2/3 всей молочной продукции в крае. Завод сбывал продукцию на рынки Приморского и Хабаровского краёв, Еврейской автономной области. После дефолта в августе 1998 года предприятие столкнулось с серьёзными финансовыми трудностями при выплате кредита в $5 млн. В дальнейшем завод постепенно уступал конкуренцию комбинатам Владивостока, Уссурийска, Артёма и Хабаровска, и удерживал цены на прежнем уровне. В результате, к 2002 году завод имел долги перед 40 предприятиями, в числе которых была материнская компания, «Дальрыббанк», БАМР, Рыбный порт и другие. В 2002 году на предприятии была введена процедура банкротства, внешним управляющим назначена Александра Маковецкая. В период внешнего управления были закрыты нерентабельные производства, в частности хлебный и кондитерский цеха. В последние годы работы завод провёл модернизацию оборудования, был выкуплен новосибирским холдингом для реализации сибирского сухого молока в Приморье, выпускал 40 наименований кисломолочной продукции, принимал участие в конкурсах «100 лучших товаров России», «Лучший товар Приморья». После введения технического регламента о натуральном молоке, предприятие стало испытывать трудности с реализацией продукции из сухого молока под брендом «Столица молока». В декабре 2009 года производство было остановлено, 180 работников уволены.